# Trebitzmühle
Trebitzmühle ist eine Einöde mit fünf Einwohnern und ein Gemeindeteil der Gemeinde Altenkunstadt im Landkreis Lichtenfels. Sie besteht aus einer Sägemühle und zwei Wohnhäusern. Die ursprüngliche, namensgebende Mühle ist seit langem abgegangen. Auf ihrem Untergeschoss, das aus dem 18. Jahrhundert stammt, befindet sich ein aufgegebenes Gebäude. Der Name entstammt dem Slawischen und ist zurückzuführen auf das frühe erste Jahrtausend, als die Gegend von den Wenden besiedelt wurde.

## Geographische Lage
Trebitzmühle liegt an einer kurzen Mainschleife am östlichen Fuße eines namenlosen, 353,3 m ü. NHN hohen Berges. Aufgrund der geringen Schartenhöhe könnte er auch als Nebengipfel des benachbarten Kreibitzenberges (361,6 m ü. NHN) bezeichnet werden. Das hügelige Umland gehört zu den Ausläufern des Altenkunstadt-Buchauer Albvorlandes im Obermainischen Hügelland. Die Einöde befindet sich auf 275–286 m ü. Normalnull. Die amtliche Höhe wird mit 277 m ü. NN angegeben. Der Ortskern von Altenkunstadt befindet sich rund 4 km westlich von Trebitzmühle.

## Geschichte
Im ältesten Urbar des Klosters Langheim wurde die Mühle erstmals 1390 als  „Trebniczmuel“ genannt. Im Jahr 1801 wurde sie vom Bamberger Mathematikprofessor und Historiker Johann Baptist Roppelt als „Mahlmühle mit 3 Gängen nebst Haus, Stadel und Nebengebäuden[...]“ beschrieben. Der Zehnt und die Steuer waren damals an das Amt Lichtenfels abzuführen; die Lehens- und Vogteiherrschaft hatte das Kloster Langheim. Bis zum Jahr 1803 gehörte der Ort zum Hochstift Bamberg. Kirchlich unterstand er der Pfarrei Altenkunstadt.
1818 wurde aus Trebitzmühle, Zeublitz und Spiesberg eine Gemeinde gebildet. Entscheidend für den Gemeindesitz war nicht die Anzahl der Einwohner, sondern die der Anwesen. Da Zeublitz mit 14 Anwesen größer war als die übrigen Gemeindeteile Spiesberg (11 Anwesen) und Trebitzmühle (1 Anwesen), wurde Zeublitz Sitz der neugebildeten Gemeinde Zeublitz. Als einziger heutiger Gemeindeteil von Altenkunstadt gehörte die Gemeinde Zeublitz 1818 nicht zum Landgericht und Rentamt Weismain, sondern zum Landgericht und Rentamt Lichtenfels.
Am 1. Juli 1972 erfolgte im Zuge der Gemeindegebietsreform die Eingemeindung der Gemeinde Zeublitz nach Altenkunstadt.

### Einwohnerentwicklung
Die Tabelle gibt die Einwohnerentwicklung von Trebitzmühle wieder.
| Jahr | Einwohner | Anwesen | Quelle: |
| ---- | --------- | ------- | ------- |
| 1818 | 8         | 1       | [ 6 ]   |
| 1950 | 24        |         | [ 5 ]   |
| 1977 | 12        |         | [ 5 ]   |
| 1987 | 8         |         | [ 7 ]   |
| 2005 | 7         |         | [ 5 ]   |
| 2011 | 5         |         | [ 8 ]   |
| 2012 | 5         |         | [ 9 ]   |
| 2013 | 5         |         | [ 10 ]  |

## Religion
Von den 5 Einwohnern waren im Dezember 2019 1 römisch-katholisch, 2 evangelisch und 2 andersgläubig bzw. konfessionslos.